# Ciclón Subtropical Katie
El Ciclón Subtropical Katie, extraoficialmente nombrado por los investigadores, fue un evento meteorológico inusual a principios de 2015. Después de que la Temporada de ciclones del Pacífico Sur 2014-15 había terminado oficialmente, se identificó un ciclón subtropical raro fuera de la cuenca, cerca de Rapa Nui, a principios de mayo, y fue apodado extraoficialmente como "Katie" por los investigadores. Katie fue uno de los pocos sistemas tropicales o subtropicales que se haya observado en el extremo sureste del Pacífico, fuera del límite de la cuenca oficial de los 120°W (que marca el borde oriental de RSMC Nadi y RSMC Wellington {áreas de advertencia}), durante la era del satélite. Debido a que esta tormenta se desarrolló fuera de las áreas oficiales de responsabilidad de las agencias de advertencia en el Pacífico Sur, la tormenta no se incluyó oficialmente como parte de la temporada ciclónica del Pacífico Sur 2014-15. Sin embargo, el Servicio Meteorológico de la Armada de Chile emitió Advertencias en el sistema de alta mar como un nivel bajo extratropical.

## Historia meteorológica

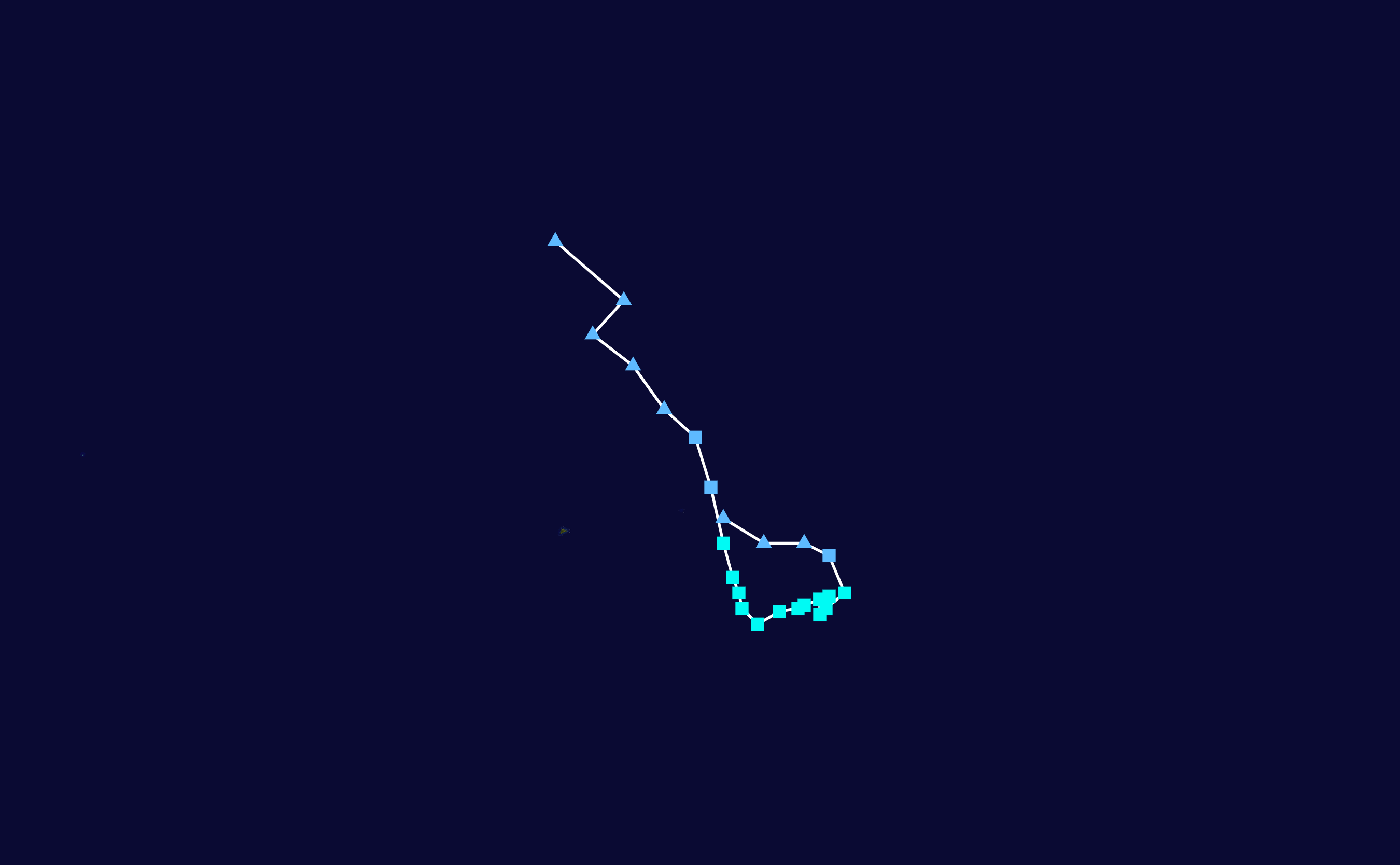
Trayectoria de la tormenta subtropical Katie

El 29 de abril de 2015, cerca del final de la Temporada de ciclones del Pacífico Sur 2014-15, se desarrolló una perturbación extratropical en el lejano Pacífico Sur-oriental, antes de pasar a una depresión subtropical poco después. La tormenta cambió a una depresión subtropical a los 102.9°W, bien al este del límite este de la cuenca del Pacífico Sur de 120°W. Alrededor de esta fecha, el Servicio Meteorológico de la Armada de Chile comenzó a incluir la tormenta en sus alertas de alta mar, continuando así hasta el 4 de mayo. Durante los próximos días, el sistema se desplazó hacia el suroeste, antes de girar hacia el sureste. El 1 de mayo, la tormenta se intensificó y se convirtió en un ciclón subtropical de intensidad de tormenta tropical, y giró hacia el oeste. Durante este tiempo, el sistema encontró temperaturas del agua superiores a 1 °C y bajas viento cizalla, debido a un extremadamente fuerte evento de El Niño, lo que permite que la tormenta se organice más. El 2 de mayo, la tormenta alcanzó su intensidad máxima, con vientos máximos sostenidos de 75 KM/h (45 mph), Todas las velocidades del viento en el artículo son vientos máximo sostenido durante un minuto, a menos que se indique lo contrario. Y una baja presión mínima de 993 milibares. Alrededor de esta época, la tormenta fue identificada por investigadores y llamada extraoficialmente Katie. Durante el día siguiente, Katie se movió lentamente hacia el oeste mientras se debilitaba gradualmente. El 4 de mayo, Katie se debilitó a una depresión subtropical y comenzó a acelerar hacia el noroeste, pasando al este de Rapa Nui, antes de debilitarse aún más en un mínimo remanente. Con esta degeneración, el Servicio Meteorológico de la Armada de Chile dejó de emitir advertencias sobre la tormenta. El 6 de mayo, el resto del remanente de Katie se disipó. Durante toda la existencia del ciclón subtropical Katie, la tormenta se mantuvo al este de 120°W, fuera del límite oficial de la cuenca del Pacífico Sur.

## Récords
El ciclón subtropical Katie es, extraoficialmente, el segundo ciclón tropical o subtropical más oriental que se haya observado en el Océano Pacífico Sur, en transición a un sistema subtropical cerca de 102.9 °W. Esto rompió el récord anterior de alrededor de 110°W, establecido por una depresión tropical en mayo de 1983."Katie" también fue el primer sistema tropical o subtropical que se formó al este del límite oriental oficial de la cuenca del Pacífico Sur de 120°W desde la depresión tropical de mayo de 1983. Sin embargo, en mayo de 2018, el récord de Katie fue roto por otro ciclón subtropical, que se formó a unos pocos cientos de kilómetros de la costa de Chile continental, cerca de los 80°W. La ciclogénesis tropical es extremadamente rara en el extremo sureste Océano Pacífico, debido a las temperaturas frías de la superficie del mar generadas por la Corriente de Humboldt, y también debido a la desfavorable cizalladura del viento; como tal, no hay registros de un ciclón tropical que afecte al oeste de América del Sur. La formación de ciclones tropicales en esta parte extrema del sudeste del Pacífico es tan rara que aún no se han asignado organismos de alerta a la región al este de 120°W. El ciclón subtropical Katie formado durante un extremadamente fuerte evento de El Niño; las aguas anormalmente cálidas 1 °C por encima del promedio y la baja cizalladura del viento en la región pueden haber contribuido a la rara formación del sistema. Aunque las características observadas de Katie eran consistentes con las de un ciclón subtropical, el análisis detallado reveló que la tormenta pudo haber pasado brevemente a un ciclón tropical, alrededor del momento de su máxima intensidad.